# Chang International Circuit
Chang International Circuit (тайск. ช้าง อินเตอร์เนชั่นแนล เซอร์กิต) (также известна как Buriram International Circuit из-за ограничений на рекламу алкоголя) — гоночная трасса для авто- и мотоспорта в городе Бурирам (Таиланд). Автодром был открыт в 2014 году и стал первым в Таиланде сооружением класса FIA 1 и FIM A. Основным корпоративным спонсором трассы является ThaiBev с маркой пива Chang (рус. Чанг), в честь которого она и получила название.

## Технические характеристики
Кольцевая трасса Chang International Circuit имеет протяжённость 4,6 км и занимает площадь 112 га. Максимальная расчетная скорость на неё составляет 315 км/ч. Число поворотов на основном кольце — 12. Помимо основного кольца в комплекс входят трасса для дрэг-рейсинга, кольцо для соревнований по суперкроссу и кольцо с земляным покрытием. Основная трибуна рассчитана на 30 000 зрителей. Служебные здания: боксы команд из 30 ячеек, временный медиа-центр, медицинский центр; общая площадь служебных помещений — 14 000 м².

## История
Трассу построила компания Tipco Tipco Asphalt, проект разработала компания известного создателя гоночных трасс Германа Тильке, заказчиком выступила K Motorsport Ltd. По словам создателей сооружения, на момент открытия его вместимость составляла 130 000 зрителей, впоследствии это число планировалось увеличить ещё на 100 000.
Японская серия Super GT проводится на автодроме с 2014 года. Помимо этого здесь проходили соревнования TCR International Series, TCR Asia Series, GT Asia Series, World Touring Car Championship и Asian Le Mans Series.
22 марта 2015 года на Chang International Circuit состоялся первый в истории Таиланда этап World Superbike Championship. Победу в обоих заездах Superbike праздновал британский гонщик Джонатан Реа, в классе Supersport гонку, к радости местных зрителей, выиграл таиландский мотоциклист Раттапарк Вилайрот. 12 марта 2016 года на трассе снова был проведён таиландский этап World Superbike Championship. 11 марта 2017 года состоялся третий таиландский этап World Superbike Championship.
В 2015 и 2016 году трасса принимала у себя этапы Porsche Carrera Cup Asia.
В сентябре 2017 года, Dorna Sports, владелец прав на MotoGP, подтвердила, что этап этого чемпионата будет проводиться на Buriram International Circuit с 2018 года.